# Carex azuayae
Carex azuayae är en halvgräsart som beskrevs av Julian Alfred Steyermark. Carex azuayae ingår i släktet starrar, och familjen halvgräs. IUCN kategoriserar arten globalt som starkt hotad. Inga underarter finns listade i Catalogue of Life.